# Montelabbate
Montelabbate (Montlabät in dialetto gallo-piceno) è un comune italiano di 7 047 abitanti della provincia di Pesaro e Urbino nelle Marche.

## Geografia fisica
Il comune di Montelabbate si estende nella parte terminale della vallata del fiume Foglia, a 10 km dalla costa adriatica e dalla città di Pesaro. Comprende le frazioni di Apsella, Osteria Nuova, Farneto, Ripe e una parte di Montecchio.
Il suo territorio, dell'ampiezza di 20 km² e diviso in due da una propaggine appartenente al comune di Vallefoglia, presenta un carattere morfologicamente diversificato: il tratto pianeggiante della vallata del Foglia, fortemente segnato dall'edilizia
industriale, cede velocemente il passo ai rilievi collinari che lo delimitano a nord e a sud.
L'altitudine è compresa tra i 50 e i 300 m s.l.m.
L'idrografia, oltre al fiume Foglia, è rappresentata da alcuni corsi d'acqua a carattere intermittente. Sulla destra del fiume si succedono: il torrente Apsa (da cui prende nome la Val d'Apsa), il fosso Apsella, il fosso Brasco (che segna in parte il confine con il comune di Sant'Angelo in Lizzola), il rio Tombaccia e il tratto terminale del rio della Valle (che costituisce una porzione del confine con il comune di Pesaro). Sulla sinistra del fiume, invece, troviamo il fosso Taccone e il fosso della Cornacchia: il primo segna il confine con i comuni di Vallefoglia e Tavullia, il secondo con quello di Pesaro.

## Storia
Il castello di Montelabbate deve il proprio nome agli abati del vicino cenobio benedettino di San Tommaso in Foglia che lo eressero attorno all'XI secolo per difendersi dalle scorrerie degli urbinati e dei pesaresi in lotta tra loro. Il monastero, infatti, in seguito al rafforzamento territoriale dei due secoli precedenti, era divenuto centro di notevole riguardo dal punto di vista politico e oggetto di numerosi tentativi di occupazione da parte delle signorie confinanti.
La residenza dell'abate presso questo fortilizio è attestata fino alla soppressione del cenobio (XV secolo), quando il castello e il territorio di Montelabbate passarono in mano alla signoria pesarese dei Malatesta che munirono la residenza abbaziale di una rocca e restaurarono le mura, mentre in basso il Borgo si estendeva e i suoi mercati diventavano sempre più fiorenti e rinomati. Fu certamente anche a causa di questi traffici commerciali che, all'inizio del Quattrocento, si decise di edificare un ponte nel tratto di fiume sottostante.
Il castello di Montelabbate fu strategicamente importante nel mese di novembre del 1443 quando ebbero ad accamparvisi, nel corso della sanguinosa battaglia di Monteluro, prima le truppe di Francesco Sforza, poi quelle di Niccolò Piccinino e infine quelle di Sigismondo Malatesta.
Per l'amenità del luogo, il castello fu uno dei soggiorno preferiti di Costanzo I Sforza. Secondo la tradizione a Costanzo si deve probabilmente la costruzione del torrione di levante (ciò che di più rilevante resta dell'antico fortilizio) che ricorda in alcuni particolari stilistici le architetture militari di Francesco di Giorgio Martini. Lo stesso principe restaurò anche, unendoli in una sola costruzione, la residenza degli abati e la rocca malatestiana.
Nel 1540 il duca Guidubaldo II Della Rovere concesse il castello in feudo al pesarese Giangiacomo Leonardi, i cui eredi tennero in possesso il castello fino al 1804.

## Monumenti e luoghi d'interesse
Il centro dell'attuale abitato si sviluppa su un'area che fin dal periodo medievale fu sede di uno dei più importanti mercati del pesarese: di qui il toponimo "Borgo Mercato", introdotto per indicare questa parte dell'abitato, distinguendola da quella che, con l'edificazione del castello (XI secolo), si era andata sviluppando alla sommità del colle soprastante.
Il corso principale, via Roma - già Borgo Mercato, si apre con il nuovo municipio (1982), progetto dell'architetto Leone Podrini, edificato sul luogo del palazzo scolastico (1928). Accanto sorge lo storico palazzo comunale la cui mole, per la massiccia torre dell'orologio che s'innalza al centro della facciata, trova dimensioni corrispondenti soltanto nel prospiciente palazzo Marcucci (XIX secolo) mentre contrasta con l'ininterrotta teoria di abitazioni che, poco oltre, sorgono ai margini dell'ampio corso. Nel piccolo giardino pubblico retrostante il vecchio palazzo municipale trova collocazione un grande dolio romano rinvenuto all'inizio del XVII secolo nel promontorio di Gabicce e in seguito acquisito dalla famiglia dei conti Leonardi Della Rovere.
Al centro dell'abitato è la chiesa parrocchiale dedicata ai Santi Quirico e Giulitta. La pristina chiesa intitolata a questi martiri, che fu soggetta al monastero di San Tommaso in Foglia e della quale si hanno notizie sin dall'anno 1137, sorgeva probabilmente di fronte al nuovo municipio. In età medioevale il fenomeno dell'incastellamento portò ad un progressivo spopolamento dell'abitato e indusse il trasferimento della cura all'interno del vicino castello, dove la maggioranza degli abitanti aveva cercato riparo. La chiesa del Mercato, ormai non più utilizzata, conobbe secoli di totale abbandono. Alla fine del Settecento, quando la struttura versava ormai in uno stato di completa rovina, venne demolita e riedificata sul luogo dove sorge attualmente. Il nuovo edificio sacro, completato ed aperto al culto nel 1814, subì importanti interventi di restauro nel 1921 quando fu eretto a sede parrocchiale. Il campanile fu edificato nel 1929. L'attuale assetto strutturale è il risultato delle trasformazioni operate tra il 1946 e il 1950. L'interno, eseguito su progetto di Guerrino Barbaresi secondo linee neoclassiche quattrocentesche, custodisce, tra le altre opere, un Crocifisso ligneo cinquecentesco, un San Girolamo nel deserto attribuito al pesarese Giannandrea Lazzarini (1710-1801) e una pregevole Cena degli apostoli, prima opera del durantino Domenico Peruzzini che la realizzò nel 1629 su commissione di una locale confraternita.
Proseguendo sulla via principale si osserva un lavatoio pubblico risalente al 1892.

### L’abbadia di San Tommaso in Foglia
Nelle vicinanze di Apsella, a poca distanza dalla confluenza del fosso omonimo col torrente Apsa, sorge l’abbazia di San Tommaso in Foglia. La storia di questo monastero benedettino, eretto attorno al X secolo sulle rovine di un tempio pagano, è legata soprattutto alla residenza che nel 1047 vi prese il papa tedesco Clemente II che qui concluse i suoi giorni. Nei secoli seguenti, infatti, per le generose donazioni accordate dallo stesso pontefice e da altri potenti che lo frequentarono, il monastero conobbe un periodo di grande floridezza proseguito fino a quando le sfavorevoli congiunture politiche del XV secolo provocarono la decadenza e la conseguente soppressione del centro monastico (1447).
La chiesa, in stile romanico e con facciata a capanna tripartita, è edificata con conci di pietra arenaria e mattoni perlopiù segnati con motivi a spina di pesce ed altri simboli dalla chiara natura cristiana. L’interno, illuminato dalla luce proveniente dalla bifora della facciata e dalle strette monofore che si aprono sui lati e sulla parete di fondo, presenta un corpo centrale affiancato da due navate laterali. Lungo la navata sinistra è esposta una parte dell’abbondante materiale lapideo, di origine romana ed alto-medievale, rinvenuto durante gli ultimi restauri. Nell’ambiente che circonda l’abbazia vegetano numerosi esemplari di roverella (Quercus pubescens) di notevoli dimensioni.

### Rocca Malatestiana di Montelabbate
Il castello di Montelabbate ha ancora buona parte della cinta muraria. Deve il proprio nome agli abati del vicino convento benedettino di San Tommaso in Foglia dell'XI secolo. Nel XV secolo il castello e tutto il territorio passarono in mano ai Malatesta, che restaurarono le mura dotandole del torrione che tuttora le dà imponenza. Passò quindi ai Montefeltro, che nel 1540 lo diedero ai Leonardi.

### Da Apsella a Ripe: l’antica strada dei colli e dei castelli
Apsella è una borgata che sorge sulla confluenza di due piccoli corsi d’acqua: il torrente Brasco e il fosso Apsella. Al centro dell’abitato è ancora visibile quello che resta di un antico mulino da grano, già di proprietà del monastero di San Tommaso in Foglia e rimasto in attività fino all’ultimo dopoguerra. Nelle vicinanze si diparte anche la strada per Farneto che si snoda su un crinale che ai lati degrada in una campagna disseminata di case coloniche in un tratto di quell’itinerario stradale praticato già in epoca alto-medievale per abbreviare il percorso della strada consolare Flaminia: una sorta di scorciatoia che all'altezza della basilica di San Cristoforo ad Aquilam (oggi Colombarone) si allontanava dalla consolare, percorreva la vallata del Foglia fino all’abbazia di San Tommaso per poi dirigersi, attraverso questi crinali, verso Fossombrone.
La storia del castello di Farneto, edificato attorno al X secolo sulle rovine di un tempio dedicato a Priapo, è intimamente legata alle vicende della sottostante abbazia di San Tommaso in Foglia. L’etimologia del luogo sembra discendere dall’antica presenza di una vasta estensione di farnie, alberi di cui tutta la zona è effettivamente ricca. Dell’antico fortilizio oggi non restano che la cinta muraria, la rampa d’accesso a un piccolo corpo di guardia e alcuni agglomerati abitativi. L’interno della chiesa di San Martino, eretta nel 1420 e riedificata agli inizi del XVII secolo, custodisce interessanti opere d’arte tra le quali  una Madonna del Rosario del pesarese Giangiacomo Pandolfi e una Madonna coi Santi Carlo Borromeo e Antonio da Padova dell’urbinate Alfonso Patanazzi (1665), dipinto che reca sullo sfondo una dettagliata riproduzione del castello di Farneto. La cantoria conserva un organo costruito nel 1899 della ditta Giudici di Pesaro, recentemente restaurato. Sulla chiesa si erge un campanile di foggia neogotica, realizzato nel 1932 su disegno di don Ciro Scarlatti.
Da Farneto si può raggiungere la località di Ripe attraverso via Cannelle. Il tratto di strada insiste su una linea di demarcazione territoriale molto antica: pare infatti che già in epoca romana avessero qui confine le municipalità di Pesaro e Urbino. Per questa via presto si scorge il colle di Ripe e con esso il campanile a vela della chiesa di San Marco, già parrocchiale del luogo. Poco più in basso, a sud-ovest dello stesso poggio, sopra uno sperone tufaceo, è il luogo ove un tempo sorgeva il piccolo castello di Ripe che dall’abbazia di San Tommaso in Foglia passò poi alle dipendenze della città di Urbino e della sua diocesi, cui tuttora appartiene. Il territorio di Ripe fu annesso al comune di Montelabbate solo nel 1869.

### Osteria Nuova e la Linea Gotica
La frazione di Osteria Nuova, posta sulla riva sinistra del Foglia, lungo la strada Urbinate, costituisce il centro più popoloso del comune, fornito di molti servizi ed attività commerciali. I suoi esordi risalgono agli inizi del XVIII secolo, quando in questo luogo di transito fu edificata una piccola osteria con stazione di posta e il villaggio divenne sede di una piccola comunità di carrettieri. La borgata fu completamente distrutta nell’ultimo conflitto mondiale, rasa al suolo con le mine nel corso dei lavori per la realizzazione della Linea Gotica che passava proprio in questo luogo. Sulle colline che sovrastano il paese sono ancora visibili alcuni manufatti realizzati dai tedeschi per contrastare l’avanzata delle forze alleate: tra le testimonianze più significative e meglio conservate vi è senza dubbio la casamatta di Quota 147 (via Redipuglia) nei pressi della quale, nella notte tra il 30 e il 31 agosto 1944, i canadesi del Reggimento Perth con una audace azione riuscirono a sorprendere dal retro le difese tedesche e ad aprire la prima breccia nella Linea Gotica. Nel cimitero di guerra esistente alle porte del paese riposano 582 soldati britannici e canadesi caduti in questa zona fra l'agosto e il settembre del 1944.

## Economia

### Le pesche di Montelabbate
Il territorio,  tra pianura e collina, costituisce uno dei principali poli industriali del pesarese ed è sede di piccole ma innovative aziende agricole.
Il paese è rinomato soprattutto per le sue pesche, apprezzate fin dal Rinascimento, quando con esse si rendeva omaggio ai duchi di Urbino, al golosissimo Pietro Aretino e ad altri celebri palati dell’epoca. A questo frutto Montelabbate dedica annualmente una festa, l’ultima domenica di luglio, comprendente un’esposizione delle pesche più belle: esemplari dal sapore unico e dalle dimensioni straordinarie che poi vengono messi all’asta e ceduti al migliore offerente. I primordi della manifestazione risalgono all’estate del 1945, quando un gruppo di peschicoltori locali pensò di promuovere e valorizzare con una festa il prodotto che più di ogni altro gratificava la loro fatica e onorava la loro terra. Nacque così la Sagra delle Pesche.
La zona di produzione della Pesca di Montelabbate insiste su un territorio vasto circa 60 ettari ed è compresa tra i comuni di Montelabbate, Vallefoglia, Tavullia, Monteciccardo e Pesaro. L'esperienza dei coltivatori, il microclima e la composizione dei terreni conferiscono a questo frutto un sapore particolare che lo differenzia dal resto del mercato. La Pesca di Montelabbate dal 2011 è dotata del marchio collettivo regionale QM (Qualità Marche).

## Cultura

### Il corpo bandistico musicale
È attivo un corpo bandistico musicale i cui esordi risalgono alla fine dell’Ottocento, intitolata al grande compositore pesarese Gioachino Rossini. Promuove anche una scuola di orientamento musicale, vivaio per la formazione dei suoi futuri componenti.

### Gemellaggio
Il comune di Montelabbate è gemellato con Hornburg, la cittadina tedesca che nel 1005 diede i natali a papa Clemente II (Suidger von Morsleben) che morì a San Tommaso in Foglia il 9 ottobre 1047.

## Società

### Evoluzione demografica
Abitanti censiti

### Etnie e minoranze straniere
Secondo i dati ISTAT al 1º gennaio 2021 la popolazione straniera residente era di 781 persone e rappresentava il 11,3% della popolazione residente. Invece le comunità straniere più numerose (con percentuale sul totale della popolazione straniera) erano:
1. Romania, 137 (17,54%)
2. Albania, 123 (15,75%)
3. Marocco, 93 (11,91%)
4. Moldavia, 67 (8,58%)
5. Senegal, 59 (7,55%)
6. Nigeria, 43 (5,51%)
7. Macedonia del Nord, 31 (3,97%)
8. Sri Lanka, 31 (3,97%)
9. Cina, 28 (3,59%)
10. Perù, 28 (3,59%)

## Amministrazione
| Periodo         | Periodo        | Primo cittadino     | Partito                            | Carica  | Note   |
| --------------- | -------------- | ------------------- | ---------------------------------- | ------- | ------ |
| 12 ottobre 1987 | 24 maggio 1990 | Antonio Correggiari | Indipendente                       | Sindaco | [ 13 ] |
| 24 maggio 1990  | 24 aprile 1995 | Stefano Bruscoli    | Partito Comunista Italiano         | Sindaco | [ 13 ] |
| 24 aprile 1995  | 14 giugno 1999 | Stefano Bruscoli    | Partito Democratico della Sinistra | Sindaco | [ 13 ] |
| 14 giugno 1999  | 14 giugno 2004 | Diego Lisotti       | Centro-sinistra                    | Sindaco | [ 13 ] |
| 14 giugno 2004  | 8 giugno 2009  | Claudio Formica     | Centro-sinistra                    | Sindaco | [ 13 ] |
| 8 giugno 2009   | 26 maggio 2014 | Claudio Formica     | Centro-sinistra                    | Sindaco | [ 13 ] |
| 26 maggio 2014  | 27 maggio 2019 | Cinzia Ferri        | Movimento 5 Stelle                 | Sindaca | [ 13 ] |
| 27 maggio 2019  | 10 giugno 2024 | Cinzia Ferri        | Movimento 5 Stelle                 | Sindaca | [ 14 ] |
| 10 giugno 2024  | in carica      | Roberto Rossi       | Bene comune                        | Sindaco | [ 13 ] |

## Sport

### Calcio
La principale squadra di calcio è l'A.S.D. Polisportiva Montelabbate che milita nel girone A marchigiano di 3ª Categoria, ha militato anche in Promozione.
L'altra squadra di calcio è l'Osteria Nuova che milita in 1ª Categoria.